# Sarah Wells
Sarah-Lynn Wells (ur. 10 listopada 1989 w Markham) – kanadyjska lekkoatletka specjalizująca się w biegach płotkarskich.
Bez awansu do finału startowała na mistrzostwach świata juniorów młodszych w Marrakeszu (2005). W 2006 i 2008 występowała na juniorskich mistrzostwach świata. Brązowa medalistka młodzieżowych mistrzostw NACAC w sztafecie 4 × 400 metrów (2010). W 2012 reprezentowała Kanadę na igrzyskach olimpijskich w Londynie, osiągając półfinał biegu na 400 metrów przez płotki. Startując w biegu rozstawnym, zdobyła srebrny medal uniwersjady w Kazaniu (2013). Srebrna (w biegu na 400 metrów przez płotki) i brązowa (w sztafecie 4 × 400 metrów) medalistka igrzysk panamerykańskich (2015).
Złota medalistka mistrzostw Kanady oraz reprezentantka kraju w IAAF World Relays.
Rekord życiowy w biegu na 400 metrów przez płotki: 55,65 (12 lipca 2015, Edmonton).

## Osiągnięcia
| Rok  | Impreza                               | Miejsce   | Konkurencja                     | Pozycja              | Wynik   |
| ---- | ------------------------------------- | --------- | ------------------------------- | -------------------- | ------- |
| 2005 | Mistrzostwa świata juniorów młodszych | Marrakesz | bieg na 400 metrów przez płotki | eliminacje           | 62,08   |
| 2006 | Mistrzostwa świata juniorów           | Pekin     | bieg na 400 metrów przez płotki | eliminacje           | 60,62   |
| 2006 | Mistrzostwa świata juniorów           | Pekin     | sztafeta 4 × 400 metrów         | eliminacje           | 3:41,25 |
| 2008 | Mistrzostwa świata juniorów           | Bydgoszcz | bieg na 400 metrów przez płotki | półfinał             | 58,58   |
| 2008 | Mistrzostwa świata juniorów           | Bydgoszcz | sztafeta 4 × 400 metrów         | 8. miejsce           | 3:39,27 |
| 2010 | Młodzieżowe mistrzostwa NACAC         | Miramar   | bieg na 400 metrów przez płotki | 5. miejsce           | 57,64   |
| 2010 | Młodzieżowe mistrzostwa NACAC         | Miramar   | sztafeta 4 × 400 metrów         | 3. miejsce           | 3:40,09 |
| 2012 | Igrzyska olimpijskie                  | Londyn    | bieg na 400 metrów przez płotki | półfinał             | 56,71   |
| 2013 | Uniwersjada                           | Kazań     | bieg na 400 metrów przez płotki | 4. miejsce           | 55,76   |
| 2013 | Uniwersjada                           | Kazań     | sztafeta 4 × 400 metrów         | 2. miejsce           | 3:32,93 |
| 2013 | Mistrzostwa świata                    | Moskwa    | sztafeta 4 × 400 metrów         | eliminacje           | 3:31,09 |
| 2014 | IAAF World Relays                     | Nassau    | sztafeta 4 × 400 metrów         | 3. miejsce (Finał B) | 3:32,58 |
| 2015 | Igrzyska panamerykańskie              | Toronto   | bieg na 400 metrów przez płotki | 2. miejsce           | 56,17   |
| 2015 | Igrzyska panamerykańskie              | Toronto   | sztafeta 4 × 400 metrów         | 3. miejsce           | 3:27,74 |